# Silan
Silan, còn được gọi với cái tên khác là Silic hydride là một hợp chất vô cơ có thành phần chính gồm hai nguyên tố silic và hydro, có công thức hóa học được quy định là SiH4, với một nhóm 14 hydride. Nó là một loại khí không màu, dễ bắt lửa, có mùi như mùi axit axetic. Silane được quan tâm như một tiền thân của silic nguyên tố.
"Silane" dùng để chỉ nhiều hợp chất với bốn nhóm thế trên silic, bao gồm hợp chất organosilicon. Ví dụ như trichlorosilan (SiHCl3), tetrametylsilane (Si(CH3)4), và tetraethoxysilan (SiOC2H5)4).

## An toàn và các biện pháp phòng ngừa
Một số tai nạn lao động chết người do sự đốt và nổ của silan bị rò rỉ trong không khí đã được báo cáo.
Nếu một dòng silan bị rò rỉ bị tắc nghẽn hoặc hạn chế, sự giải phóng năng lượng do sự đốt cháy tập trung hơn dẫn tới tốc độ phản ứng nhanh và vận tốc cháy lên đến sự nổ tung pha khí và dẫn đến các thiệt hại nghiêm trọng. Silane có thể tự cháy ở nhiệt độ dưới 54 °C (130 °F).
SiH4(g) + 2O2(g) → SiO2(s) + 2H2O(g)